# Allium longanum
Allium longanum là một loài thực vật có hoa trong họ Amaryllidaceae. Loài này được Pamp. mô tả khoa học đầu tiên năm 1912.